# Hrishikesh Mukherjee
Hrishikesh Mukherjee (en bengalí: হৃষিকেশ মুখোপাধ্যায়/মুখার্জী, 30 de septiembre de 1922 – 27 de agosto de 2006) fue un director de cine indio conocido por una serie de películas, entre ellas Satyakam, Chupke Chupke, Anupama, Anand, Abhimaan, Guddi, Gol Maal, Aashirwad, Bawarchi, y Namak Haraam.
Popularmente conocido como Hrishi-da, dirigió 42 películas durante su carrera de más de cuatro décadas, y es nombrado el pionero del "cine medio" de la India. Conocido por su carácter distintivo en películas sociales que reflejan el cambio de clase media, Mukherjee "tomó un camino intermedio entre la extravagancia del cine comercial y el crudo realismo del cine de arte".
También se mantuvo como el presidente de la Central Board of Film Certification (CBFC) y de la National Film Development Corporation (NFDC), y fue galardonado en 1999 con el Premio Dada Saheb Phalke, máximo galardón de la India en el cine por su trayectoria. Recibió en 2001 el Premio Nacional de NTR.

## Premios
- 2001: Padma Vibhushan por el Gobierno de la India
- 2001: NTR National Award

### Berlin International Film Festival
- 1961: Golden Bear: Nominación: Anuradha[6]

### National Film Awards
- 1960: President's Silver Medal: Anari[7]
- 1961: National Film Award for Best Feature Film: Anuradha
- 1999: Dada Saheb Phalke Award

### Filmfare Awards
- 1956: Filmfare Best Editing Award: Naukari
- 1959: Filmfare Best Editing Award: Madhumati
- 1970: Filmfare Best Screenplay Award: Anokhi Raat
- 1972: Filmfare Best Movie Award: Anand – compartida con N. C. Sippy
- 1972: Filmfare Best Editing Award: Anand
- 1972: Filmfare Best Story Award: Anand
- 1981: Filmfare Best Movie Award: Khubsoorat- compartida con N. C. Sippy

## Filmografía selecta
| Año  | Película                | Protagonizada por                                           |
| ---- | ----------------------- | ----------------------------------------------------------- |
| 1957 | Musafir                 | Dilip Kumar, Kishore Kumar, Suchitra Sen and Usha Kiran.    |
| 1959 | Anari                   | Raj Kapoor, Nutan, Lalita Pawar and Sohrab Modi.            |
| 1960 | Anuradha                | Balraj Sahni, Leela Naidu                                   |
| 1962 | Asli-Naqli              | Dev Anand, Sadhna                                           |
| 1962 | Aashiq                  | Raj Kapoor, Padmini                                         |
| 1964 | Saanjh Aur Savera       | Guru Dutt                                                   |
| 1966 | Anupama                 | Dharmendra, Sharmila Tagore, Shashikala                     |
| 1966 | Gaban                   | Sunil Dutt, Sadhana                                         |
| 1968 | Aashirwad               | Ashok Kumar                                                 |
| 1969 | Satyakam                | Dharmendra, Sharmila Tagore                                 |
| 1969 | Pyar Ka Sapna           | Mala Sinha, Biswajeet                                       |
| 1970 | Anand                   | Rajesh Khanna, Amitabh Bachchan                             |
| 1971 | Guddi                   | Dharmendra, Jaya Bhaduri, Utpal Dutt, Samit Bhanja          |
| 1972 | Bawarchi                | Rajesh Khanna, Jaya Bhaduri                                 |
| 1973 | Abhimaan                | Amitabh Bachchan, Jaya Bhaduri                              |
| 1973 | Namak Haraam            | Rajesh Khanna, Amitabh Bachchan,                            |
| 1975 | Chupke Chupke           | Dharmendra, Amitabh Bachchan, Sharmila Tagore, Jaya Bhaduri |
| 1975 | Mili                    | Amitabh Bachchan, Jaya Bhaduri                              |
| 1979 | Gol Maal                | Amol Palekar, Utpal Dutt, Bindiya Goswami                   |
| 1980 | Khubsoorat              | Rekha, Rakesh Roshan                                        |
| 1981 | Naram Garam             | Amol Palekar, Utpal Dutt, Swaroop Sampat, Shatrughan Sinha  |
| 1983 | Rang Birangi            | Amol Palekar, Parveen Babi, Deepti Naval, Farooq Sheikh     |
| 1998 | Jhooth Bole Kauwa Kaate | Anil Kapoor, Juhi Chawla, Amrish Puri                       |

## Como Director de Cine
- Musafir (1957)
- Anari (1959)
- Anuradha (1960)
- Memdidi (1961)
- Chhaya (1961)
- Asli-Naqli (1962)
- Aashiq (1962)
- Sanjh Aur Savera (1964)
- Do Dil (1965)
- Gaban (1966)
- Biwi Aur Makaan (1966)
- Anupama (1966)
- Majhli Didi (1967)
- Aashirwad (1968)
- Satyakam (1969)
- Pyar Ka Sapna (1969)
- Anand (1970)
- Guddi (1971)
- Buddha Mil Gaya (1971)
- Sabse Bada Sukh (1972)
- Bawarchi (1972)
- Abhimaan (1973)
- Namak Haraam (1973)
- Phir Kab Milogi (1974)
- Mili (1975)
- Chupke Chupke (1975)
- Chaitali (1975)
- Arjun Pandit (1976)
- Alaap (1977)
- Kotwal Saab (1977)
- Naukri (1978)
- Gol Maal (1979)
- Jurmana (1979)
- Khubsoorat (1980)
- Naram Garam (1981)
- Bemisal (1982)
- Kissi Se Na Kehna (1983)
- Rang Birangi (1983)
- Achha Bura (1983)
- Jhoothi (1985)
- Lathi (1988)
- Namumkin (1988)
- Jhooth Bole Kauwa Kaate (1998)

## Como Director de Cine, Guionista y/o Asistente del Director
| Año  | Película        | Producción Function                       | Notas |
| ---- | --------------- | ----------------------------------------- | ----- |
| 1947 | Tathapi         |                                           |       |
| 1950 | Maa             |                                           |       |
| 1951 | Do Bigha Zameen | Escenario, Editor, Asistente del Director |       |
| 1953 | Parineeta       | Editor                                    |       |
| 1954 | Biraj Bahu      | Editor                                    |       |
| 1955 | Devdas          |                                           |       |
| 1958 | Madhumati       | Editor                                    |       |
| 1959 | Heera Moti      |                                           |       |
| 1961 | Char Diwari     | Editor                                    |       |
| 1970 | Dastak          | Editor                                    |       |
| 1977 | Alaap           | Historia, Productor                       |       |
| 1983 | Coolie          | Editor                                    |       |

## Series de televisión
- Hum Hindustani (1986)
- Talaash (1992)
- Dhoop Chhaon
- Rishte
- Ujaale Ki Or

## Para leer más
- Great Masters of Indian Cinema: The Dadasaheb Phalke Award Winners, by D. P. Mishra, Publications Division, Ministry of Information and Broadcasting, Govt. of India, 2006. ISBN 81-230-1361-2. page 122.